# 南温平
南 温平（みなみ おんぺい、1930年1月6日 - ）は、和歌山県出身の元プロ野球選手（内野手）。

## 来歴・人物
旧制田辺中学校では遊撃手として活躍。2年次の1947年に春の選抜へ出場。1回戦で富田中から22点を奪い快勝。しかし2回戦では城東中に延長11回サヨナラ負け。3年次の1948年にも2年連続で春の選抜へ出場。1回戦は岐阜商を大差で降すが、準々決勝はこの大会に優勝した京都一商の北本重二に抑えられ敗退。チームメートでは右翼手の岩本尭、二塁手の寺本哲治がプロ入りしている。
卒業後は社会人野球の海南日東紡績を経て、1949年夏に読売ジャイアンツが初めて行った選手公募を受験し、大阪地区でただ一人合格し入団。1951年には一軍初出場を果たすが、活躍の場は少なかった。
1955年にトレードで大洋ホエールズへ移籍。開幕から二塁手、九番打者として起用され、同年は77試合に先発出場。しかし打撃面での低迷もあって同年限りで引退、その後は社会人野球に復帰した。
2014年7月4日、読売ジャイアンツvs中日ドラゴンズ第10回戦（東京ドーム）試合前に執り行われた巨人軍球団創立80周年記念イベント『ジャイアンツメモリアルウィークス』の歴代ユニホームセレモニーに、自らが在籍した当時の戦後初期（1947年 - 1950年）モデルのユニホームを着用して久々に公の場に姿を現した。

## 詳細情報

### 年度別打撃成績
| 年 度     | 球 団     | 試 合 | 打 席 | 打 数 | 得 点 | 安 打 | 二 塁 打 | 三 塁 打 | 本 塁 打 | 塁 打 | 打 点 | 盗 塁 | 盗 塁 死 | 犠 打 | 犠 飛 | 四 球 | 敬 遠 | 死 球 | 三 振 | 併 殺 打 | 打 率 | 出 塁 率 | 長 打 率 | O P S |
| --------- | --------- | ----- | ----- | ----- | ----- | ----- | -------- | -------- | -------- | ----- | ----- | ----- | -------- | ----- | ----- | ----- | ----- | ----- | ----- | -------- | ----- | -------- | -------- | ----- |
| 1951      | 巨人      | 2     | 0     | 0     | 0     | 0     | 0        | 0        | 0        | 0     | 0     | 0     | 0        | 0     | 0     | 0     | 0     | 0     | 0     | 0        | ----  | ----     | ----     | ----  |
| 1953      | 巨人      | 1     | 0     | 0     | 0     | 0     | 0        | 0        | 0        | 0     | 0     | 0     | 0        | 0     | 0     | 0     | 0     | 0     | 0     | 0        | ----  | ----     | ----     | ----  |
| 1955      | 大洋      | 110   | 256   | 232   | 18    | 40    | 1        | 0        | 1        | 44    | 8     | 7     | 3        | 8     | 0     | 15    | 1     | 1     | 44    | 6        | .172  | .226     | .190     | .416  |
| 通算：3年 | 通算：3年 | 113   | 256   | 232   | 18    | 40    | 1        | 0        | 1        | 44    | 8     | 7     | 3        | 8     | 0     | 15    | 1     | 1     | 44    | 6        | .172  | .226     | .190     | .416  |

### 背番号
- 43 （1949年 - 1951年途中）
- 9 （1951年途中 - 同年終了、1955年）
- 35 （1952年）
- 38 （1953年 - 1954年）